# Pechino Express (quinta edizione)
La quinta edizione del reality Pechino Express, sottotitolata Le civiltà perdute, è andata in onda in prima serata su Rai 2 con repliche su Rai 4 dal 12 settembre al 14 novembre 2016, per 10 puntate. La conduzione è affidata a Costantino della Gherardesca, come per le edizioni successive alla prima. Per la prima volta nella storia del programma, viene aggiunta una striscia quotidiana dal titolo Pechino Addicted, in onda dal 19 settembre in access prime time su Rai 4, con protagonisti Andrea Pinna e Roberto Bertolini, gli Antipodi vincitori della quarta edizione, con lo scopo di approfondire i luoghi visitati dai viaggiatori in gara.
In questa edizione i concorrenti attraversano tre Paesi dell'America Centrale e Meridionale: Colombia, Guatemala e Messico.
La coppia vincitrice di questa edizione è la coppia dei socialisti, formata dagli YouTuber Alessio Stigliano e Alessandro Tenace, conosciuti per il loro canale YouTube TheShow.

## Concorrenti
| Coppia         | Componenti                            | Classifica | Stato                |
| -------------- | ------------------------------------- | ---------- | -------------------- |
| I socialisti   | Alessio Stigliano e Alessandro Tenace | 1ª         | Vincitori            |
| I contribuenti | Cristina Bugatty e Diego Passoni      | 2ª         | Secondi classificati |
| Gli innamorati | Lory del Santo e Marco Cucolo         | 3ª         | Eliminati            |
| Gli spostati   | Tina Cipollari e Simone Di Matteo     | 4ª         | Eliminati            |
| Gli estranei   | Silvia Farina e Marco Cubeddu         | 5ª         | Eliminati            |
| I coniugi      | Francesco Sarcina e Clizia Incorvaia  | 6ª         | Eliminati            |
| Gli emiliani   | Xu Ruichi e Carlos Kamizele Kahunga   | 7ª         | Eliminati            |
| Le naturali    | Benedetta Mazza e Raffaella Modugno   | 8ª         | Eliminate            |

## Ospiti
| Ospite                                          | Ruolo                                                      |
| ----------------------------------------------- | ---------------------------------------------------------- |
| Alessandra "Angelina" Angeli                    | Le caravelle, passeggeri misteriosi della 3ª tappa         |
| Daniela Del Secco D'Aragona                     | Le caravelle, passeggeri misteriosi della 3ª tappa         |
| Fariba Mohammad Tehrani                         | Le caravelle, passeggeri misteriosi della 3ª tappa         |
| Daniella Álvarez                                | Bonus della 4ª tappa per la squadra dei Contribuenti       |
| Valerio Scanu                                   | Passeggero misterioso della 6ª tappa                       |
| Roberto Giacobbo                                | Passeggero misterioso e sostituto conduttore dell'8ª tappa |
| Gli Antipodi (Andrea Pinna e Roberto Bertolini) | Ostacoli in una prova della 10ª puntata                    |

## Tappe
| Puntata | Paese              | Partenza                                              | Intermedio                                      | Arrivo                                                          | Lunghezza                 |
| ------- | ------------------ | ----------------------------------------------------- | ----------------------------------------------- | --------------------------------------------------------------- | ------------------------- |
| 1       | Colombia           | Bogotà (Studio 24 di Caracol TV)                      | Filandia (Mirador de la Colina Iluminada)       | Puerto Alejandria                                               | 400 km                    |
| 2       | Colombia           | Manizales                                             | Santa Fe de Antioquia (Plaza Santa Barbara)     | Medellín (Chiesa di Nuestra Señora de Carpineto)                | 400 km                    |
| 3       | Colombia           | Santa Rosa de Osos                                    | Planeta Rica (Finca El Remiendo)                | Tolú (Spiaggia)                                                 | 430 km                    |
| 4       | Colombia           | Tolú                                                  | Cartagena (Playa Laguito)                       | Santa Marta (Plaza Bolívar)                                     | 420 km                    |
| T       | Colombia Guatemala | Santa Marta - Tikal                                   | Santa Marta - Tikal                             | Santa Marta - Tikal                                             | 1800 km (in linea d'aria) |
| 5       | Guatemala          | Tikal (Plata Central)                                 | Rio Dulce (Castillo de San Felipe de Lara)      | Quiriguá (Parco archeologico)                                   | 330 km                    |
| 6       | Guatemala          | Quiriguá (Parco archeologico)                         | Antigua (Chiesa di San Francisco)               | Chichicastenango (Cimitero Generale)                            | 510 km                    |
| 7       | Guatemala          | Chichicastenango                                      | San Juan La Laguna                              | Huehuetenango (Tempio Maya)                                     | 230 km                    |
| T       | Guatemala Messico  | Huehuetenango - Orizaba                               | Huehuetenango - Orizaba                         | Huehuetenango - Orizaba                                         | 1800 km (in linea d'aria) |
| 8       | Messico            | Orizaba (Convento francescano di San José de Gracia)  | Zapotitlán (Jardín Botanico Helia Bravo Hollis) | Puebla de Zaragoza (Plaza de Armas)                             | 300 km                    |
| 9       | Messico            | Puebla de Zaragoza (Zocalo)                           | San Pedro de Cholula (Convento de San Gabriel)  | Tepoztlán (Ex convento domenicano Nuestra Señora de la Navidad) | 250 km                    |
| 10      | Messico            | San Pedro Atocpan (Plaza de la Iglesia de San Martín) | Città del Messico                               | Tula (Parco archeologico)                                       | 130 km                    |
| Totale  | Totale             | Totale                                                | Totale                                          | Totale                                                          | 7 000 km                  |

## Tabella delle eliminazioni
LEGENDA
- Vincitori di Pechino Express
- Vincitori della prova immunità/prova vantaggio
- Vincitori di tappa
- A rischio eliminazione (ultimi e penultimi)
- La coppia si salva perché nella busta nera c'è scritto che la tappa non è eliminatoria, (*) significa che non avrà l'handicap del passeggero misterioso
- La coppia viene eliminata dalla busta nera ma viene considerata dormiente
- La coppia arriva ultima al traguardo e viene eliminata direttamente
- Coppia arrivata al traguardo con la Bandiera Nera (retrocede di una posizione)
- La coppia si ritira

| Coppie                                | 1ª puntata Colombia | 1ª puntata Colombia | 2ª puntata Colombia | 3ª puntata Colombia | 4ª puntata Colombia    | 5ª puntata Guatemala   | 6ª puntata Guatemala   | 6ª puntata Guatemala   | 7ª puntata Guatemala   | 7ª puntata Guatemala   | 8ª puntata Messico     | 8ª puntata Messico     | 9ª puntata Messico     | 9ª puntata Messico     | 10ª puntata Messico    | 10ª puntata Messico     | 10ª puntata Messico     |
| ------------------------------------- | ------------------- | ------------------- | ------------------- | ------------------- | ---------------------- | ---------------------- | ---------------------- | ---------------------- | ---------------------- | ---------------------- | ---------------------- | ---------------------- | ---------------------- | ---------------------- | ---------------------- | ----------------------- | ----------------------- |
| Alessio Stigliano e Alessandro Tenace | 4ª                  | 4ª                  | 1ª                  | 4ª                  | 2ª                     | Immunità               | 1ª → 2ª                | 1ª → 2ª                | 2ª                     | 2ª                     | Vantaggio              | 3ª → 2ª                | -                      | 3ª                     | 2ª                     | 2ª                      | 1ª                      |
| Cristina Bugatty e Diego Passoni      | 7ª                  | 7ª                  | 5ª                  | 1ª                  | 1ª                     | 4ª                     | Vantaggio              | 3ª                     | 1ª                     | 2ª → 3ª                | 2ª → 3ª                | -                      | 1ª                     | 1ª                     | 1ª                     | 2ª                      |                         |
| Lory del Santo e Marco Cucolo         | 8ª                  | 8ª                  | 3ª                  | 7ª                  | 5ª*                    | 2ª                     | Vantaggio              | 2ª → 1ª                | 3ª                     | 3ª                     | 1ª                     | 1ª                     | -                      | 2ª                     | 3ª                     | 3ª                      | Eliminati (10ª puntata) |
| Tina Cipollari e Simone di Matteo     | 3ª                  | 3ª                  | Immunità            | 2ª                  | Immunità               | 1ª                     | 4ª                     | 4ª                     | 4ª                     | 4ª                     | 4ª                     | 4ª                     | 1ª                     | 4ª*                    | 4ª                     | Eliminati (10ª puntata) | Eliminati (10ª puntata) |
| Silvia Farina e Marco Cubeddu         | 5ª                  | 5ª                  | 2ª                  | 3ª                  | 4ª                     | 6ª                     | 7ª                     | 7ª                     | 5ª                     | 5ª                     | 5ª                     | 2ª                     | Eliminati (9ª puntata) | Eliminati (9ª puntata) | Eliminati (9ª puntata) | Eliminati (9ª puntata)  |                         |
| Francesco Sarcina e Clizia Incorvaia  | Vantaggio           | 2ª → 1ª             | 7ª                  | 5ª                  | 6ª                     | 5ª                     | 5ª                     | 5ª                     | Bandiera nera          | 6ª                     | 6ª                     | 6ª                     | Eliminati (8ª puntata) | Eliminati (8ª puntata) | Eliminati (8ª puntata) | Eliminati (8ª puntata)  | Eliminati (8ª puntata)  |
| Ruichi Xu e Carlos Kamizele Kahunga   | 6ª                  | 6ª                  | 4ª                  | Immunità            | 3ª                     | 3ª                     | 6ª                     | 6ª                     | Eliminati (6ª puntata) | Eliminati (6ª puntata) | Eliminati (6ª puntata) | Eliminati (6ª puntata) | Eliminati (6ª puntata) | Eliminati (6ª puntata) | Eliminati (6ª puntata) | Eliminati (6ª puntata)  | Eliminati (6ª puntata)  |
| Benedetta Mazza e Raffaella Modugno   | 1ª → 2ª             | 1ª → 2ª             | 6ª                  | 6ª                  | Eliminate (3ª puntata) | Eliminate (3ª puntata) | Eliminate (3ª puntata) | Eliminate (3ª puntata) | Eliminate (3ª puntata) | Eliminate (3ª puntata) | Eliminate (3ª puntata) | Eliminate (3ª puntata) | Eliminate (3ª puntata) | Eliminate (3ª puntata) | Eliminate (3ª puntata) | Eliminate (3ª puntata)  | Eliminate (3ª puntata)  |

## Prova immunità/vantaggio
- Coppia vincitrice dell'immunità/del vantaggio

| Puntata | Tappa                                             | 1ª coppia                                         | 2ª coppia                                         | 3ª coppia                                         | 4ª coppia                                         |
| ------- | ------------------------------------------------- | ------------------------------------------------- | ------------------------------------------------- | ------------------------------------------------- | ------------------------------------------------- |
| 1       | Filandia                                          | I coniugi                                         | -                                                 | -                                                 | -                                                 |
| 2       | Santa Fe de Antioquia                             | Gli spostati                                      | -                                                 | -                                                 | -                                                 |
| 3       | Planeta Rica                                      | I socialisti                                      | Gli emiliani                                      | Gli estranei                                      | -                                                 |
| 4       | Cartagena                                         | Gli spostati                                      | -                                                 | -                                                 | -                                                 |
| 5       | Rio Dulce                                         | I contribuenti                                    | I socialisti                                      | Gli emiliani                                      | -                                                 |
| 6       | Antigua                                           | Gli innamorati                                    | I coniugi                                         | I contribuenti                                    | I socialisti                                      |
| 7       | Non viene svolta nessuna prova vantaggio/immunità | Non viene svolta nessuna prova vantaggio/immunità | Non viene svolta nessuna prova vantaggio/immunità | Non viene svolta nessuna prova vantaggio/immunità | Non viene svolta nessuna prova vantaggio/immunità |
| 8       | Zepotitlán                                        | Gli innamorati                                    | I contribuenti                                    | I socialisti                                      | Gli estranei                                      |
| 9       | San Pedro de Cholula                              | Marco/Simone                                      | Cristina/Alessandro                               | Diego/Lory                                        | Tina/Alessio                                      |
| 10      | Non viene svolta nessuna prova vantaggio/immunità | Non viene svolta nessuna prova vantaggio/immunità | Non viene svolta nessuna prova vantaggio/immunità | Non viene svolta nessuna prova vantaggio/immunità | Non viene svolta nessuna prova vantaggio/immunità |

## Handicap
Anche in quest'edizione non sono presenti handicap in tutte le puntate. Inoltre, non sempre la Coppia che è stata salvata dalla Busta Nera dovrà portarsi appresso un Passeggero Misterioso durante la tappa successiva.
| Puntata | Handicap iniziale                                                                            | Coppia/e                               | Handicap intermedio | Coppia/e                                             |
| ------- | -------------------------------------------------------------------------------------------- | -------------------------------------- | --- | ---------------------------------------------------- |
| 1       | -                                                                                            | -                                      | - | -                                                    |
| 2       | -                                                                                            | -                                      | - | -                                                    |
| 3       | Portare Angelina, la Marchesa d'Aragona e Fariba fino al traguardo intermedio                | I coniugi, Le naturali, I contribuenti | Portare gli Emiliani fino al traguardo finale                                                                              | Gli estranei, I coniugi                              |
| 4       | -                                                                                            | -                                      | - | -                                                    |
| 5       | -                                                                                            | -                                      | Viaggiare misti fino a quasi il traguardo finale                                                                           | Tutte eccetto i vincitori della Prova Immunità       |
| 6       | Portare un passeggero misterioso, Valerio Scanu fino al traguardo intermedio                 | Gli estranei                           | Portare un passeggero misterioso, Valerio Scanu fino al traguardo finale                                                   | Gli estranei                                         |
| 7       | -                                                                                            | -                                      | Consegna della Bandiera Nera                                                                                               | I socialisti                                         |
| 8       | Portare un passeggero misterioso, Costantino della Gherardesca, fino al traguardo intermedio | I coniugi                              | Portare un passeggero misterioso, Roberto Giacobbo, fino al traguardo finale                                               | I coniugi                                            |
| 9       | -                                                                                            | -                                      | Fare un tratto in jeep per 2, 4 o 6 km, scelta dipendente dalla coppia vincitrice de "La Tombolera" a San Pedro de Cholula | Tutte le coppie miste eccetto la coppia Tina/Alessio |
| 10      | -                                                                                            | -                                      | - | -                                                    |

## Vantaggio/Bonus
| Puntata | Vantaggio/Bonus                                                                                              | Coppia/e       |
| ------- | --- | -------------- |
| 1       | Alloggiare durante la notte in una guest house e risalire di una posizione nella classifica finale           | I coniugi      |
| 2       | Alloggiare in un albergo di lusso e partecipare alla vita notturna di Medellín e immunità dall'eliminazione  | Gli spostati   |
| 3       | Essere trasportati fino al traguardo di tappa dalle coppie in gara e immunità dall'eliminazione              | Gli emiliani   |
| 4       | Alloggiare in un albergo di lusso, una giornata alla spa e immunità dall'eliminazione                        | Gli spostati   |
| 5       | Passare un pomeriggio e soggiornare in uno yacht e immunità dall'eliminazione                                | I socialisti   |
| 6       | Partire dieci minuti prima rispetto agli altri                                                               | I contribuenti |
| 6       | Risalire di una posizione nella classifica finale                                                            | Gli innamorati |
| 7       | Partire dieci minuti prima rispetto agli altri                                                               | Gli spostati   |
| 8       | Risalire di una posizione nella classifica finale                                                            | I socialisti   |
| 9       | Fare un tratto in jeep lungo tanti chilometri quanti vinti nella prova "La Tombolera" a San Pedro de Cholula | Tina/Alessio   |
| 10      | - | -              |

## Puntate

### 1ª tappa (Bogotà → Puerto Alejandria)
La prima puntata è andata in onda in prima visione il 12 settembre 2016 nella fascia di prime time su Rai 2.

#### Missioni

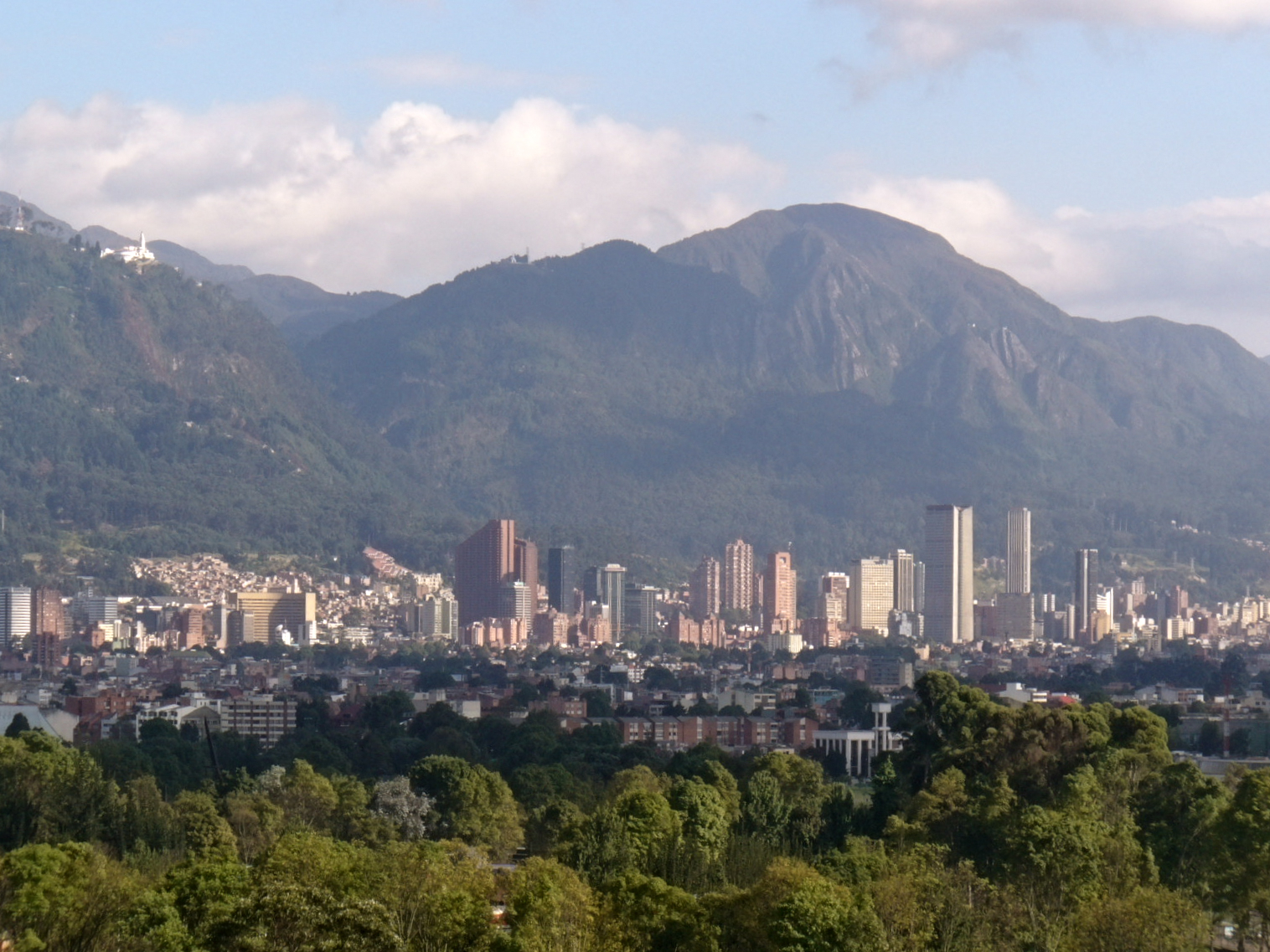
Veduta di Bogotà, città di partenza della quinta edizione.

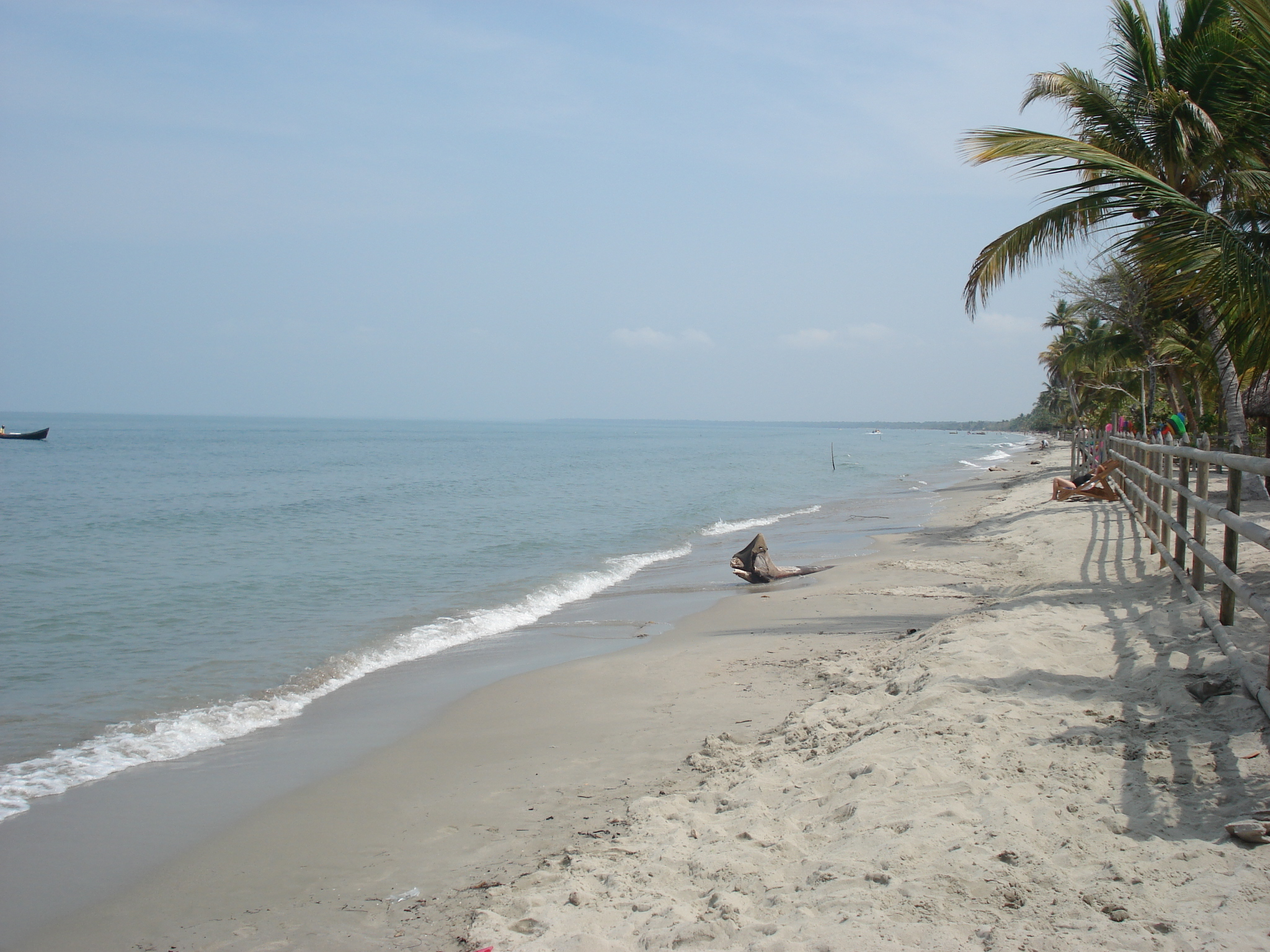
Spiaggia di Tolú, sede dell'ultima missione della terza tappa.

- Missione iniziale: Le coppie, dopo essere state presentate nello Studio 24 di Caracol Televisión a Bogotà, hanno ricevuto tutte un tablet con una busta e dopo essere usciti dagli studi televisivi, potevano aprirla. All'apertura della busta, le coppie dovevano recarsi in un luogo raffigurato dalla foto contenuta all'interno di quest'ultima e arrivati sul posto, trovato un totem con la bandiera di Pechino Express dovevano sbloccare il tablet col codice che era scritto lì sopra. Una volta sbloccato il tablet, ogni coppia sentiva un documentario sulla storia della Colombia raccontato da Costantino e poi doveva rispondere ad una domanda sull'argomento grazie all'aiuto della gente del posto. Per rispondere alla domanda, la coppia doveva farsi prestare un cellulare da una persona locale e se rispondeva correttamente riceveva le indicazioni per il prosieguo della gara.
- Prima missione: Una volta risposto alla domanda, le coppie dovevano recarsi in un negozio, spogliarsi degli abiti eleganti e vestire con essi un manichino della vetrina, poi, dovevano indossare gli abiti da viaggio e recuperare gli zaini con la busta per le indicazioni della missione successiva.
- Seconda missione: Usciti dal negozio, le coppie dovevano recarsi in una galleria d'arte, dove dovevano prendere un frammento della riproduzione di un graffito, trovare il murales corrispondente e attaccarlo al punto del muro corretto. Attaccato il frammento, le coppie dovevano recarsi alla stazione del TransMilenio per raggiungere la periferia di Bogotà e proseguire la gara in autostop verso Cajamarca.
- Terza missione: Arrivati alla bandiera di Pechino Express, le coppie dovevano caricare su dei fuoristrada Willys, sette cumuli di oggetti diversi e una volta caricati tutti sulla macchina, gli autisti accompagnavano i viaggiatori verso la meta della missione successiva.
- Quarta missione: I viaggiatori, accompagnati a bordo delle Willys in una hacienda di caffè, dovevano bere una tazza di caffè colombiano, poi, dovevano scegliere un vaso e contare i chicchi di caffè all'interno di quest'ultimo disturbati da dei mariachi che cantavano. Se la coppia diceva il numero esatto dei chicchi riceveva tre sacchi di caffè da caricare sui propri fuoristrada e proseguire la gara, altrimenti, dovevano bere un'altra tazza di caffè e ricontare i chicchi.
- Quinta missione: I viaggiatori, arrivati in una fattoria, dovevano recuperare tre galline e metterle in una gabbia da caricare sul fuoristrada, poi, una volta raggiunta la città di Filandia il sindaco controllava se tutto il carico era al completo prima di ripartire, infine, le coppie dovevano raggiungere il Mirador de la Colina Iluminada dove la prima coppia arrivata al traguardo intermedio, ha vinto un bonus e il vantaggio di salire di una posizione nella classifica finale.
- Sesta missione: Passata la notte nella città di Filandia, tutte le coppie, dovevano raggiungere Quimbaya, dalla piazza del paese, prendendo il poporo d'oro, con all'interno una chiave per far partire un'autobonus per 10 km fino alla destinazione, dove la coppia che ha trovato la chiave ha potuto usufruire del passaggio. Tutte le altre coppie, in autostop dovevano raggiungere una riva del fiume proseguendo a piedi, e poi remare su delle zattere fino al traguardo di tappa contrassegnato da una bandiera di Pechino Express.

#### Bonus
La coppia che è arrivata per prima al traguardo intermedio ha potuto passare la notte in una guest house della città ed è salita di una posizione nella classifica finale.

### 2ª tappa (Manizales → Medellín)
La seconda puntata è andata in onda in prima visione il 19 settembre 2016 nella fascia di prime time su Rai 2.

#### Missioni

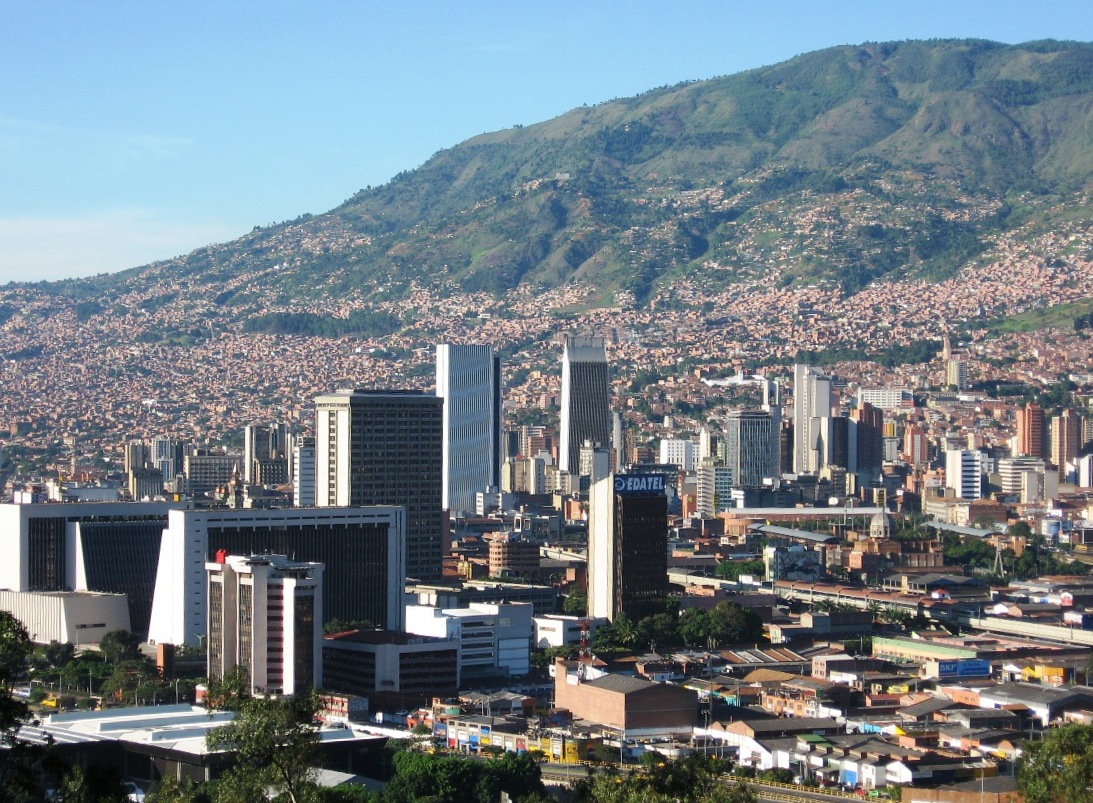
Veduta di Medellín, traguardo della seconda tappa.

- Missione iniziale: Prima di cominciare la gara, tutte le coppie hanno dovuto scrivere su una busta la coppia che odiavano di più, poi, all'apertura di queste, la coppia che è risultata più odiata se arrivava prima al traguardo di tappa, veniva considerata a rischio eliminazione. Successivamente, le coppie, dovevano vestire una maglietta del colore loro assegnato, e trasformarsi in noleggiatori di cellulare, dove, con uno smartphone legato ad una catenella, dovevano far telefonare alla gente del posto amici, parenti o persone a loro care, al costo di 100 pesos al minuto. I concorrenti, dovevano raccogliere in tutto 2000 pesos e una volta consegnati i soldi ad un giudice locale, ricevevano le indicazioni per proseguire la gara verso Salamina.
- Prima missione: Le coppie, arrivate a Salamina, dovevano preparare delle arepas, comprando prima mezzo chilo di farina di mais (promasa lista) in un supermercato e poi, farsi ospitare da una famiglia del posto per cucinarne tre. Una volta cucinate le tre arepas, i concorrenti dovevano consegnarle all'autista del chivas (il bus tipico colombiano) per raggiungere la stazione dei bus La Galeria in direzione di Aguadas.
- Seconda missione: In direzione di Aguadas, le coppie, grazie all'aiuto di due musicisti sul bus, dovevano imparare a memoria e cantare tutti insieme in coro, la tipica canzone popolare Cariñito, indossando ponchos e sombrero, poi, arrivati al centro della città dovevano ricantarla davanti alle autorità locali e ripartire subito dopo.
- Terza missione: Le coppie, dopo aver cantato, dovevano recarsi nel negozio della famiglia Agudelo, e prendere un carriel (borsello tipico colombiano) con all'interno 15.000 pesos e una lista di oggetti da comprare nei dintorni. I concorrenti, dovevano comprare otto oggetti indicati e, una volta presi tutti dovevano tornare nel negozio, per ricevere la busta con l'indirizzo del traguardo intermedio, dove la prima coppia che è arrivata ha ricevuto l'immunità.
- Quarta missione: Le coppie arrivate a Medellín, dovevano recarsi in Plaza Botero, prendere una busta contenente una foto di una delle statue di Botero, insieme ad uno smartphone. I concorrenti, dovevano indossare delle tute ingrassanti, trovare la statua corrispondente alla foto e fare una foto nella stessa posa della statua. Una volta scattata la foto, se il giudice locale riteneva corretta la posizione dava la busta con le istruzioni della missione successiva.
- Quinta missione: Le coppie, dovevano recarsi presso la biblioteca EPM, e trovare uno dei libri indicati nel quale all'interno vi era posta la busta con le indicazioni per il traguardo di tappa. Una volta trovato il libro con all'interno la busta, le coppie dovevano prendere la metropolitana e la teleferica e raggiungere il traguardo di tappa.

Alla fine della tappa, la coppia che è stata salvata dalla Busta Nera e le ultime due coppie arrivate, nella prossima tappa partiranno con un handicap che consisteva nel viaggiare con un personaggio misterioso, insieme alle altre due coppie arrivate al traguardo in penultima e terzultima posizione. I passeggeri misteriosi, in particolare, erano tre, ribattezzati "Le Caravelle" ed erano tre ex-concorrenti del reality: Fariba Tehrani che doveva viaggiare insieme alla coppia delle Naturali; Angelina che doveva partire insieme alla coppia dei Coniugi e la Marchesa d'Aragona che doveva viaggiare insieme alla coppia dei Contribuenti.

#### Bonus
La coppia che è arrivata per prima al traguardo intermedio di Santa Fe de Antioquia, si è guadagnata l'immunità accedendo alla puntata successiva, con la possibilità di alloggiare in un albergo di lusso e di passare una notte per le vie di Medellín.

#### Prova per la coppia dormiente
La coppia de Gli innamorati, in questa missione Coppia dormiente, per poter rientrare in gara ha dovuto catturare lungo il percorso fino al traguardo intermedio almeno tre coppie a bordo di un multivan, fare un selfie con loro e farle indossare dei pigiami a piacere della coppia dormiente. La coppia al quale è stato dato il pigiama doveva proseguire la gara indossandolo e chiedendo un passaggio alla gente del posto e solo dopo averlo ottenuto poteva toglierselo.

### 3ª tappa (Santa Rosa de Osos → Tolú)
La terza puntata è andata in onda in prima visione il 26 settembre 2016 nella fascia di prime time su Rai 2.

#### Missioni
- Missione iniziale: Le coppie, dovevano giocare al tejo, un tipico gioco colombiano, in cui dovevano lanciare un disco di piombo su un anello metallico posto su un piano inclinato e contenente dei sacchetti pieni di polvere da sparo. La coppia, nel lancio del disco, doveva dire la coppia che odiava di più, inoltre, se colpiva i sacchetti per due volte facendoli esplodere, riceveva la busta con l'indirizzo della missione successiva, altrimenti, doveva ritentare fino a che non colpiva col disco due sacchetti contenenti la polvere da sparo. La coppia che è risultata più odiata, retrocedeva di una posizione all'arrivo del traguardo intermedio di tappa.
- Prima missione: Le coppie, arrivate alla Chiesa Vecchia di Puerto Valdivia contrassegnata dalla bandiera di Pechino Express, dovevano prendere un asino, caricarlo con due barili pieni di latte e portarlo ad una cooperativa locale. Portato l'asino, le coppie ricevevano l'indirizzo del traguardo intermedio di tappa, dove le prime tre coppie arrivate al Libro Rosso, si sono qualificate per la prova immunità.
- Seconda missione: Prima dell'inizio della missione, nella Finca, dopo aver presentato un famoso chirurgo plastico, le coppie insieme alla squadra de "Le Caravelle", se arrivavano in prima posizione nel traguardo di tappa, potevano subire un intervento di chirurgia estetica da lui stesso. In questa missione, i concorrenti arrivati al bar Macondo di Tolú dovevano bere tre bicchieri a testa su 12 posti su un tavolino del bar, di cui sei di acqua e altri sei di aguardiente, liquore forte tipico colombiano, distillato dalla canna da zucchero ed aromatizzato all'anice. Le coppie dovevano bere dal bicchiere senza annusarlo e solo dopo averli bevuti tutti ricevevano la busta con le indicazioni per il prosieguo della gara.
- Terza missione: Le coppie, dovevano recarsi in una casa contrassegnata dalla bandiera di Pechino Express ed imparare a memoria un verso tratto dal romanzo di Gabriel García Márquez Cent'anni di solitudine, trovando prima una copia del romanzo, delle macchine da scrivere e delle tesserine con il verso scritto in disordine. I concorrenti, con le tesserine, dovevano ricostruire correttamente un verso del romanzo, scriverlo su un foglio con la macchina da scrivere e poi portarlo al maestro dove se questo riteneva corretto il verso dava loro la busta con le indicazioni per la prossima missione.
- Quarta missione: Le coppie, dovevano raggiungere Playa Malecón de los Delfines, ed una volta arrivate dovevano gonfiare una grossa ciambella, poi, a scelta uno di loro doveva indossarla e raggiungere a nuoto una boa con le indicazioni del traguardo di tappa raggiungendolo una volta tornato a riva il componente di coppia.

#### Prova immunità
Le prime tre coppie arrivate al Libro Rosso, si sono qualificate per disputare la prova immunità. I concorrenti, dovevano trasformarsi in una tenuta, in dei "ganaderos" (cowboy colombiani) e in particolare, ad ogni coppia è stato assegnato un colore. Per prima cosa, le coppie dovevano salire sul cavallo del colore assegnatole entrare in un ranch, fare un giro a cavallo ed entrare nel recinto delle mucche. Una volta entrati nella stalla delle mucche, i concorrenti dovevano contare le vacche e i vitelli restando sempre a cavallo. Se la coppia riteneva corretto il numero esatto dei vitelli, doveva avvicinarsi alla ganadera Beatriz e dirle il numero esatto, dove se questo era corretto, doveva scendere dal cavallo e prendere una mucca del proprio colore conducendola fino al traguardo.
La coppia che per prima ha tagliato il traguardo vinceva la prova immunità insieme ad un bonus.

#### Bonus
La coppia che ha vinto la prova immunità, ha avuto la facoltà di assegnare l'handicap a due coppie che sono consistiti nel portare uno dei due componenti della coppia fino al traguardo di tappa, alloggiando e viaggiando con loro.

### 4ª tappa (Tolú → Santa Marta)
La quarta puntata è andata in onda in prima visione il 3 ottobre 2016 nella fascia di prime time su Rai 2.

#### Missioni

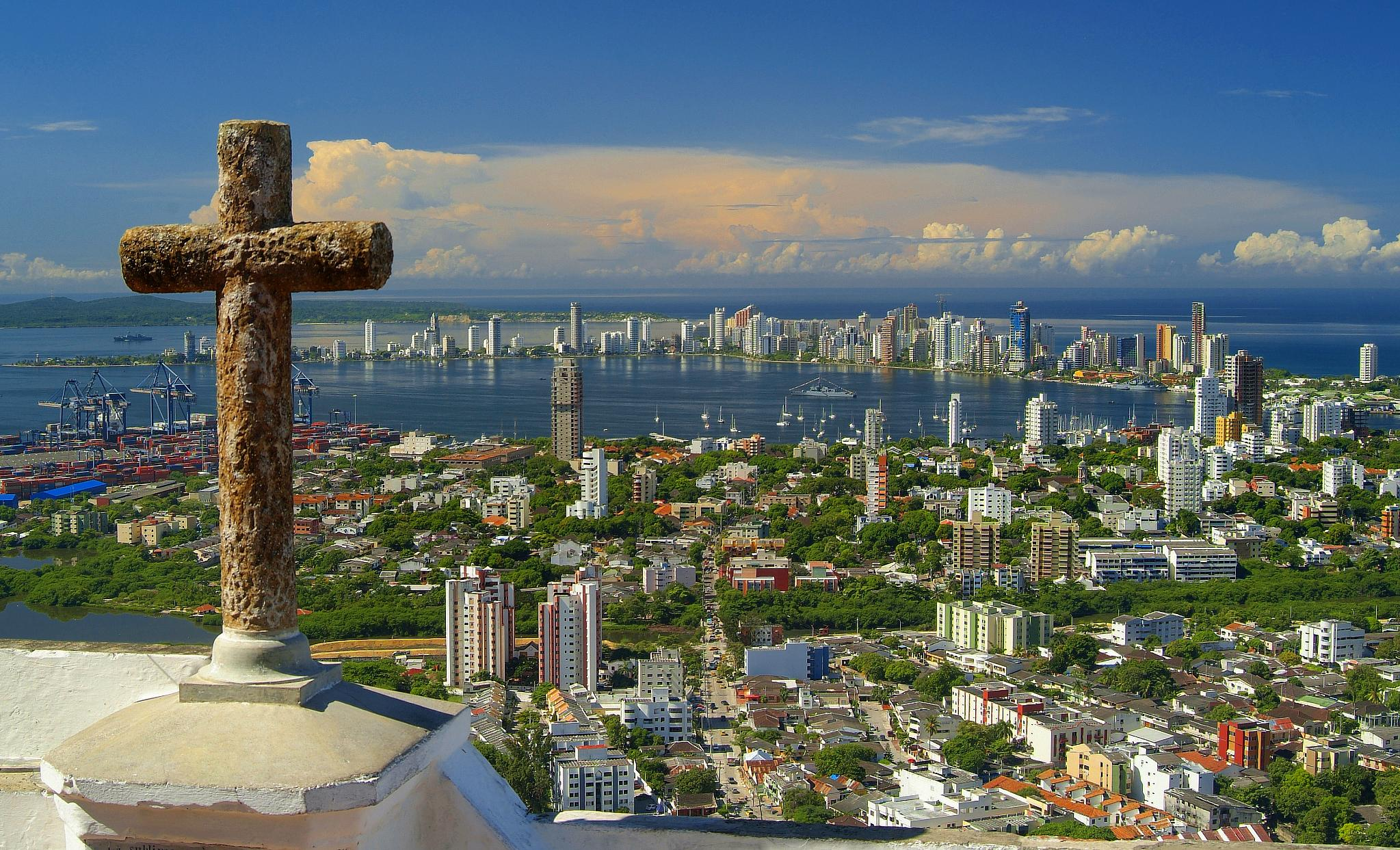
Veduta di Cartagena de Indias, traguardo intermedio della quarta tappa.

Prima dell'inizio della gara, la coppia vincitrice della tappa precedente ha potuto viaggiare con la Señorita Colombia 2011 Daniella Álvarez fino al traguardo.
- Missione iniziale: Tutte le coppie, dovevano vendere dieci copie del CD Whenever, Wherever di Shakira cantata a ballata da Costantino a 1.000 pesos l'uno, insieme ad un tablet con il videoclip per far vedere i video ai passanti del centro di Tolú. Una volta venduti tutti i CD le coppie dovevano consegnare tutti i soldi all'autista del risciò che li portava fino al punto in cui iniziare l'autostop verso Turbaco.
- Prima missione: Le coppie arrivate alla Torre del Reloj di Cartagena, nella piazza principale della città, dovevano aprire una busta contenente una foto di una signora locale e le indicazioni per raggiungere il suo banchetto ambulante, poi, una volta trovato dovevano preparare cinque coppette di macedonia con tutta la frutta a disposizione e offrirla ai passanti imboccandoli. Una volta terminata la prova, la mamma dava loro la busta con le indicazioni per proseguire la gara.
- Seconda missione: Terminata la missione precedente, le coppie ricevevano una busta con dei fiammiferi, una candela, una mappa del tesoro ed una chiave e dovevano raggiungere il porto di Cartagena, poi, a bordo di una barca contrassegnata dal logo di Pechino Express si dovevano recare presso la Isla de Tierra Bomba. I concorrenti, arrivati sull'isola dovevano raggiungere grazie alle indicazioni della mappa Bateria San Rafael e trovare un forziere con dentro le indicazioni per la missione successiva. Nel frattempo, all'interno della fortezza, le coppie dovevano accendere le candele per dimenarsi nei cunicoli, poi, dovevano fotografare con uno smartphone un pipistrello al buio, altrimenti prima di tornare sulla terraferma dovevano aspettare tre minuti. Infine, tutte le coppie dovevano raggiungere Playa Laguito, dove la prima coppia arrivata al libro rosso si è guadagnata l'immunità.
- Terza missione: Le coppie in direzione di Lomo de Arena, dovevano recarsi nel Vulcano El Tutumo, un grande vulcano di fango, dove, a turno ogni componente della coppia doveva entrare nel cratere in costume da bagno e recuperare in mezzo ad ignari turisti due fiches rosse con il logo di Pechino Express attaccate al costume o al corpo di uno di questi ultimi, evitando le altre fiches bianche, poi, dove essersi lavati e consegnate le fiches ricevevano la busta con le indicazioni della prossima missione.
- Quarta missione: Le coppie, arrivate al centro di Santa Marta, dovevano recarsi al monumento ed imparare a memoria una frase detta da Simón Bolívar. Se la coppia, recitava correttamente il verso riceveva una bandiera della Colombia e la busta con le indicazioni del traguardo di tappa, altrimenti, dovevano tornare a studiare.

#### Bonus
La coppia che è arrivata per prima al traguardo intermedio ha potuto alloggiare in un albergo di lusso e in una spa oltre alla qualificazione per la tappa successiva.

### 5ª tappa (Tikal → Quiriguá)
La quinta puntata è andata in onda in prima visione il 10 ottobre 2016 nella fascia di prime time su Rai 2.

#### Missioni
- Missione iniziale: Prima dell'inizio della tappa, durante un rituale maya, un membro di ogni coppia è stato bendato e portato in diversi punti della foresta dalle popolazioni indigene. Gli altri sette membri tutti legati da una corda, dovevano rispondere fino all'arrivo del compagno a delle domande sulla cultura maya dove se davano la risposta sbagliata ricevevano uno schiaffo da una signora locale. Il compagno prima di ripartire per la piazza centrale, doveva sbucciare tutti i chicchi di un certo numero di pannocchie dentro un cesto, poi, una volta arrivato nella piazza centrale, doveva liberare il partner dalle catene e proseguire per la missione successiva dopo aver ricevuto una mappa con le indicazioni.
- Prima missione: Una volta ricevuta la mappa del sito archeologico, le coppie dovevano raggiungere i templi del Mundo Perdido e l'Acropolis Norte, secondo le indicazioni, dapprima bevendo una bevanda di cioccolato al peperoncino ricevendo una pepita d'oro, e poi, studiare una poesia in lingua maya salendo sulla cima dell'acropoli. Se la poesia veniva recitata in modo corretto, la coppia riceveva un'altra pepita d'oro. Una volta consegnate le due pepite d'oro ad un maya, la coppia riceveva la busta con l'indicazione del primo traguardo di tappa che era Poptun, dove la prima coppia arrivata al libro rosso, si qualificava direttamente alla prova immunità e riceveva un bonus consistito nel visitare le grotte di Nachtunic.
- Seconda missione: Tutte le altre coppie, arrivate a Poptun, dovevano preparare un pepian, una salsa locale, prendendo la busta con scritti gli ingredienti da comprare al mercato locale e una ciotola con un mortaio. Comprati tutti gli ingredienti, le coppie dovevano farsi ospitare da una famiglia locale e prepararlo mettendolo in una ciotola. Una volta preparato, le coppie dovevano portarlo ad un giudice locale, e se fatto correttamente ricevevano la busta con le indicazioni per raggiungere il libro rosso di Pechino Express, dove le due coppie arrivate al traguardo intermedio si qualificavano per la prova immunità.
- Terza missione: Ad ogni membro della coppia mista, è stato consegnato un ciondolo contenente il numero di cellulare di Costantino ed un numero identificativo. Ogni coppia doveva farsi prestare un cellulare da una persona del posto, e mandare in tutto dieci sms, di cui cinque per membro, scrivendo il numero della persona che voleva svantaggiare. Una volta inviati tutti gli sms, la coppia mista riceveva via radio l'indirizzo del luogo in cui aspettare il compagno originario per proseguire la gara. La coppia che aveva ottenuto più voti, arrivata alla bandiera di Pechino Express per riunirsi doveva aspettare 10 minuti prima di proseguire nella gara.
- Quarta missione: Le coppie ricongiuntesi, dovevano raggiungere in bicicletta il traguardo di tappa che era situato nel parco archeologico di Quiriguá.

#### Prova immunità
Le tre coppie che si sono qualificate per la prova immunità, dovevano scegliere prima un colore della propria squadra, poi, con una canoa a remi dovevano raggiungere delle boe, che in totale erano venti, e raccogliere delle reti contenenti un numero variabile di pesci e portarle al molo. Una volta portati i pesci, il pescatore li svuotava dentro il cestino. La prima coppia che aveva raccolto 15 pesci fermava la prima parte della prova.
Nella seconda parte della prova, le coppie arrivate al mercato del pesce, dovevano vendere tutto il pescato alle persone del posto in 20 minuti. Al termine della prova, la coppia che aveva guadagnato di più dalla vendita di tutto il pesce vinceva la prova immunità.

#### Bonus
La coppia che ha vinto la prova immunità ha potuto soggiornare un'intera giornata all'interno di uno yacht e visitare le grotte di Livingston insieme ai paesi limitrofi.
Al termine della prova immunità, tutte le altre coppie hanno viaggiato mischiate fino a quasi l'arrivo del traguardo di tappa ed erano così composte:
- Lory del Santo e Francesco Sarcina;
- Clizia Incorvaia e Cristina Bugatty;
- Ruichi Xu e Marco Cubeddu;
- Marco Cucolo e Carlos Kamizele Kahunga;
- Tina Cipollari e Diego Passoni;
- Simone di Matteo e Silvia Farina.

### 6ª tappa (Quiriguá → Chichicastenango)
La sesta puntata è andata in onda in prima visione il 17 ottobre 2016 nella fascia di prime time su Rai 2.

#### Missioni
- Missione iniziale: Le coppie, all'interno del parco archeologico di Quiriguá, dovevano pescare una busta numerata contenente una lista di parole e con questa dovevano far parlare un pappagallo di nome Mauricio. Se la coppia, avrà fatto dire in due minuti una parola al pappagallo potevano partire, poi, al termine della prova riceveva la busta con le indicazioni della traguardo della Prova vantaggio, dove le prime quattro coppie arrivate ad Ermita de Santa Cruz si sono qualificate, e dovevano pescare una chiave dove la coppia che avrà trovato la chiave che ha fatto partire l'autobonus poteva usufruire di un passaggio di 25 km prima di proseguire in autostop.
- Prima missione: Le coppie, dopo aver ricevuto una busta con la foto di un luogo di Antigua e un sacchetto di segatura colorata, dovevano recarsi nel luogo indicato e con l'aiuto di una persona locale spargere la segatura colorata per decorare un'alfombra, un tappeto tipico guatemalteco. Solo dopo aver completato il disegno, le coppie ricevevano la busta con le indicazioni per il prosieguo della gara.
- Seconda missione: Al termine della missione precedente, le coppie dovevano recarsi in autostop fino alla bandiera di Pechino Express, e poi proseguire con dei fuoristrada alle pendici del vulcano Pacaya dove dovevano iniziare il trekking insieme ad una guida locale. La prima coppia che è arrivata in cima al vulcano ha guadagnato una posizione nella classifica finale.
- Terza missione: Le coppie arrivate al Mercado de Coches di Chichicastenango, dovevano recarsi nell'area in cui si vendevano i maiali, prendere un album colorato con raffigurate cinque membri di una famiglia e una mappa che indicava la posizione in cui si trovano. Le coppie, dovevano trovare tutti i membri della famiglia e riunirli facendo con loro una foto di gruppo. Solo dopo aver fotografato tutta la famiglia, le coppie ricevevano le indicazioni per il traguardo di tappa.

#### Prova vantaggio
Alle quattro coppie qualificate alla prova vantaggio, è stato consegnato un tablet e una busta con dieci testi di canzoni italiane che dovevano imparare e far imparare a memoria alle persone che li hanno ospitati per la notte. La mattinata seguente, al Parque Central di Antigua, i quattro ospiti locali dovevano indovinare i titoli delle canzoni suonate dall'orchestra con la marimba e prenotarsi correndo verso una campana. Se l'ospite, contrassegnato dal colore abbinato alla coppia dava la risposta esatta dicendo titolo ed interprete, guadagnava un punto. Le coppie, dovevano poi cantare a memoria i brani suonati dall'orchestra locale e se Valerio Scanu, giudice di gara, li riteneva idonei dava loro un punto. Al termine della prova, la coppia che ha ricevuto più punti vinceva la prova vantaggio.

#### Bonus
La coppia che ha vinto la prova vantaggio è potuta partire con 10 minuti di anticipo rispetto agli avversari.

### 7ª tappa (Chichicastenango → Huehuetenango)
La settima puntata è andata in onda in prima visione il 24 ottobre 2016 nella fascia di prime time su Rai 2.

#### Missioni
- Missione iniziale: Le coppie dovevano recarsi in autostop nella scuola elementare di Chulumal, ed insegnare ai bambini di una classe, 10 frutti dalla lingua quiché alla lingua italiana, poi insieme a due bambini dovevano sostenere un esame in cui le coppie dovevano dire il frutto in quiché mentre il bambino in italiano. In caso di errore, i concorrenti dovevano tornare a studiare e la prima coppia a completare la prova oltre a ricevere la busta con le indicazioni per la missione successiva ricevevano un passaggio di 10 chilometri con l'Autobonus.
- Prima missione: Le coppie arrivate al Mercato di Sololá, dovevano prendere una busta con il nome di una signora locale, recarsi da lei e poi trasportare un carico di frutta sulla testa fino all'Imbarcadero di Panajachel raccogliendo più passeggeri fino a riempire la lancia per partire lungo il lago Atitlán.
- Seconda missione: Le coppie arrivate sull'altra sponda del lago, dovevano vendere cinque borse con il logo di Pechino Express al miglior prezzo a dei turisti locali. Una volta venduti tutti i borselli, le coppie dovevano arrivare nella piazza centrale e consegnare il denaro guadagnato a Costantino che dava loro la busta con le indicazioni per la missione successiva e un tablet, insieme ad una tartaruga di peluche dove all'interno di una di queste era contenuta la Bandiera Nera. Nella mattinata seguente, a seconda del denaro accumulato, la coppia che ha guadagnato più soldi poteva partire con 10 minuti d'anticipo, mentre, quella che ha guadagnato meno è dovuta partire con un ritardo di 10 minuti.
- Terza missione: Le coppie, durante l'alloggio dovevano imparare a memoria un copione di una televendita di un cioccolato guardando dal tablet un video esemplificativo dello spot con Cesare Cadeo, Patrizia Rossetti e Costantino, poi, nella mattinata successiva dovevano recarsi in autostop alla cioccolateria di Doña Pancha di Quetzaltenango dove insieme a Costantino, le coppie dovevano recitare correttamente lo spot davanti a tre giudici. Se i giudici ritenevano convincente la performance alzavano una paletta verde, mentre se questa non era all'altezza alzavano una paletta rossa. Ad ogni paletta rossa, la coppia doveva aspettare due minuti prima di ripartire per la missione successiva.
- Quarta missione: Le coppie, arrivate al Parco Centrale di Huehuetenango, dovevano mangiare una torta offrendola a 14 persone del posto. Solo dopo aver finito tutto il dolce, le coppie ricevevano la busta con le indicazioni del traguardo di tappa.

#### Prova vantaggio
Non viene svolta nessuna prova vantaggio.

### 8ª tappa (Orizaba → Puebla)
L'ottava puntata è andata in onda in prima visione il 31 ottobre 2016 nella fascia di prime time su Rai 2.

#### Missioni
- Missione iniziale: Ad ogni coppia è stata consegnata una foto che rappresenta un luogo storico della città, esse dovevano raggiungere il luogo e prendere una scatola contenente un antidoto contro il piccante che serviva nella missione successiva al Mercado de la Revolución.
- Prima missione: Le coppie, arrivate al Mercado de la Revolución, dovevano riconoscere vari tipi di peperoncino da una lista chiedendo aiuto alle persone locali, poi, dovevano recarsi al Café Divina Commedia dove dovevano sostenere un esame abbinando il tipo di peperoncino al suo nome corrispondente. Ad ogni errore la coppia doveva mangiare un mestolo di zuppa piccante. Una volta completata la prova, le coppie ricevevano la busta con le indicazioni della missione successiva.
- Seconda missione: Le coppie arrivate al Paleoparque Las Ventas di Zapotitlán, dovevano recarsi in una grotta di onice indossando dei guanti, e trovare una pietra con il logo di Pechino Express. La pietra, doveva essere spaccata con martello e scalpello e al suo interno erano contenute un papiro con le indicazioni per il libro rosso di Pechino Express e una statua in onice. I viaggiatori, dovevano fare molta attenzione nell'aprire questa pietra, poiché, se aprendola rovinavano o rompevano la statua in onice dovevano scontare una penalità di cinque minuti prima di ripartire. Le prime quattro coppie, arrivate al Libro Rosso di Pechino Express posto nel giardino botanico potevano partecipare alla prova vantaggio.
- Terza missione: Ad ogni coppia, è stato consegnato un orologio che misurava le calorie bruciate ed ogni coppia doveva bruciare 300 calorie aiutando la popolazione locale e un costume da Zorro che dovevano indossare. Una volta bruciate tutte le calorie, i viaggiatori dovevano ritornare nella piazza e ricevevano la busta con le indicazioni per la prossima missione.
- Quarta missione: Le coppie dovevano recarsi alle saline di Zapotitlán, dove dovevano prendere due secchi e raccogliere l'acqua salata da uno dei pozzi delle saline. Successivamente, dovevano versare il contenuto del secchio in un altro pozzo per poi proseguire la gara in direzione del traguardo di tappa dove le ultime tre coppie arrivate a differenza delle puntate precedenti erano a rischio eliminazione.

#### Prova vantaggio
La prova prevede un gioco già visto nella seconda tappa della terza edizione e della quarta edizione di Pechino Express: la guerra di cuscini. Nel giardino botanico di Zapotitlán è stata montata una trave dove i concorrenti devono rimanere in equilibrio a cavalcioni e cercare di far cadere l'avversario colpendolo con un cuscino. La prova prevede sfide dirette: Gli Innamorati vs Gli Estranei e I Contribuenti vs I Socialisti. I match vengono vinti al meglio delle tre sfide. Nella prima sfida, lo scontro tra Marco Cucolo e Marco Cubeddu è finito pari e allo spareggio Lory del Santo ha vinto contro Silvia Farina. Nel secondo scontro, Alessandro Tenace vince contro Cristina Bugatty, poi, nel secondo round Diego Passoni ha vinto contro Alessio Stigliano e infine nella battaglia finale la vittoria è andata ai Socialisti, dopo che Alessandro Tenace ha battuto Diego Passoni. Nel match finale, si sono sfidate le coppie degli Innamorati e quella dei Socialisti. Nel primo round, Alessandro Tenace ha battuto Marco Cucolo e nel secondo Alessio Stigliano ha battuto Lory del Santo vincendo la prova vantaggio.

#### Bonus
La coppia che ha vinto la prova vantaggio è potuta avanzare di una posizione nella classifica finale, inoltre, dovevano decidere a quale coppia assegnare un handicap consistito nel viaggiare insieme al Passeggero Misterioso Roberto Giacobbo.

### 9ª tappa (Puebla → Tepoztlán)
La nona puntata è andata in onda in prima visione il 7 novembre 2016 nella fascia di prime time su Rai 2.

#### Missioni
- Missione iniziale: Le ultime due coppie arrivate al traguardo della tappa precedente, si sono dovute scontrare in una missione per proseguire la permanenza a Pechino Express. I viaggiatori, nei dintorni di Puebla dovevano farsi dare dalle persone locali, dieci tortillas, dieci peperoncini e cinque avocado. Una volta presi tutti gli alimenti e messi in una cesta, dovevano recarsi in autostop a Fuerte Loreto, dove alla consegna della merce, le due coppie ricevevano una bandiera di Pechino Express e nel caso in cui mancasse uno degli alimenti la coppia doveva scontare due minuti di penalità. Ricevuta la bandiera, la prima coppia che è arrivata alla piazza principale di Puebla poteva proseguire la gara, mentre l'altra veniva eliminata.
- Prima missione: Le coppie semifinaliste e quelle rimaste in gara, dovevano indossare dei costumi tipici del posto e imparare per 15 minuti la danza locale con uno dei ballerini, poi, a ritmo di musica di ritorno nella piazza principale ognuno doveva ballare con il ballerino col quale si sono esercitati e infine un giudice locale diceva chi per ordine di bravura poteva partire per primo. Il viaggiatore che è stato scelto, doveva recarsi sul retro della piazza dove doveva aspettare il suo nuovo compagno di coppia. Le coppie mischiate erano formate da:
  - Marco Cucolo e Simone di Matteo;
  - Cristina Bugatty e Alessandro Tenace;
  - Diego Passoni e Lory del Santo;
  - Tina Cipollari e Alessio Stigliano.
- Seconda missione: Le coppie mischiate, dovevano recarsi nella Fontana della piazza del Santuario de Nuestra Señora de Guadalupe, dove con i polsi legati, dovevano raccogliere in mezzo alla fontana dei sacchetti del proprio colore contenenti un diverso numero di confetti. I viaggiatori, dovevano raccogliere 50 confetti e una volta consegnati al giudice locale, ricevevano la busta con le indicazioni per proseguire la gara e una borsa contenente degli abiti nuziali.
- Terza missione: Le coppie miste, dovevano cambiarsi d'abito e vestirsi con gli abiti da matrimonio e recarsi presso la ruota panoramica "Estrella de Puebla" e fare un giro di questa. Durante il giro, i viaggiatori ricevevano una busta contenente cinquanta numeri di telefono delle chiese di Puebla e questi ultimi dovevano chiamare con uno smartphone tutti i numeri fino a trovare quello di Costantino, il quale dava loro l'indirizzo della chiesa in cui officiare il matrimonio. Se durante il primo giro di ruota, la coppia non trovava il numero di Costantino doveva fare un altro giro prima di proseguire la gara. La coppia che è arrivata per prima alla chiesa, ha ricevuto un bonus nella prova vantaggio.
- Quarta missione: Le coppie miste dovevano recarsi presso lo Zocalo di Tochimilco e recarsi presso un chiosco contrassegnato dalla bandiera di Pechino Express. I viaggiatori, dovevano ognuno sollevare per tre volte un teschio tra dodici sotto il quale era posta la scritta "MANGIA", "BEVI" o il logo della bandiera di Pechino Express. Se il concorrente trovava sotto il teschio, il logo di Pechino Express saltava il turno e passava a quello successivo, invece, se trovava la scritta "BEVI" doveva bere un bicchiere di mezcal, liquore tipico messicano con una larva di coleottero; infine, se trovava la scritta "MANGIA" doveva mangiare una ciotola di cavallette fritte. Al termine della missione, le coppie ricevevano la busta con le indicazioni per proseguire la gara.
- Quinta missione: Le coppie miste, in direzione di Tetela del Volcán, dovevano salire a bordo di un pick-up e dovevano spendere cadauno 100 pesos messicani per fare un regalo al proprio compagno di coppia, senza scendere dal pick up e facendosi aiutare da dei passanti locali con l'utilizzo di un megafono. All'arrivo nel paese, vicino alla bandiera di Pechino Express, ogni componente della coppia doveva scendere dal mezzo e aspettare il compagno originario prima di proseguire la gara.
- Sesta missione: Le coppie, tornate insieme, dovevano recarsi in Plaza de la Revolución ed indossare dei sombreros, trovare una panetteria contrassegnata con il logo di Pechino Express e ritirare quaranta panini da caricare sopra i cappelli. Una volta caricati tutti, i viaggiatori dovevano portarli ad un ristorante, dove alla consegna ricevevano la busta per proseguire la gara.
- Settima missione: Le coppie, arrivate alla Plaza Central di Tepoztlán, dovevano recarsi nel mercato e trovare uno dei trenta chinelos, di cui solo quattro avevano la chiave giusta, seguendolo tra le viuzze del mercato fino al chiosco centrale. I concorrenti dovevano recuperare una delle chiavi che apriva il chiosco centrale della piazza, per ottenere le istruzioni per raggiungere il traguardo di tappa.

#### Prova vantaggio
Tutte le coppie, prima di cominciare la prova vantaggio, dovevano far indossare a sette persone locali, sette magliette numerate e recarsi presso il Convento de San Gabriel in cui si è disputata la prova. Essa è consistita nel giocare alla "Tombolera", gioco misto tra la tombola e il mercante in fiera. La coppia, arrivata per prima alla missione precedente, ha avuto come bonus l'aggiudicazione di due carte in più rispetto agli avversari. Tutte le coppie, avevano a disposizione un budget di 50 km da fare con l'autobonus di Pechino Express e per aggiudicarsi le carte, veniva fatta un'asta al buio, dove chi ha offerto più chilometri si aggiudicava un certo numero di carte, dopodiché, veniva pescato un numero che corrispondeva alla carta vincente della prova, dove chi la deteneva vinceva la prova e poteva proseguire la gara con l'autobus per il numero di chilometri avanzati. Al termine delle aste, un bambino pescava dei numeri che corrispondevano alle carte perdenti e durante la pesca le varie coppie potevano anche scambiarsi delle carte, pagando un numero di chilometri richiesti.
Al termine della prova, la persona al quale è stato associato il numero della carta vincente, vinceva un frullatore.

#### Bonus
La coppia che ha
vinto la prova vantaggio, poteva proseguire la gara con l'Autobonus immediatamente per il numero di chilometri avanzati e vinti, con la possibilità di dare alle coppie avversarie 2, 4 e 6 chilometri da fare con l'Autobonus, cinque minuti dopo la partenza della coppia vincitrice della prova prima di proseguire in autostop.

### 10ª tappa (San Pedro Atocpan → Tula)
La decima puntata è andata in onda il 14 novembre 2016 nella fascia di prime time su Rai 2.

#### Missioni
- Missione iniziale: Le coppie, dovevano recarsi in autostop presso l'Imbarcadero di Xochimilco, dove dovevano salire su una barca che portava il nome della coppia e remare lungo il canale, poi, lungo il percorso dovevano fermarsi in due stalli contrassegnati dalle bandiere di Pechino Express e raccogliere due corone di fiori, infine, arrivati al terzo stallo dovevano mettere le due corone di fiori sopra la testa di due donne locali per ricevere la busta con le indicazioni della missione successiva.
- Prima missione: Superato il canale, i viaggiatori dovevano recarsi nel Parque de los Venados, dove a turno dovevano risolvere due operazioni matematiche e l'altro doveva affrontare un combattimento di lucha libre (lotta libera), dove se uno risolveva correttamente l'operazione o l'altro riusciva nel combattimento a scovare il numero scritto sotto la suola della scarpa del lottatore riceveva la busta con le indicazioni della prossima missione.
- Seconda missione: Le coppie, dovevano recarsi nell'albergo abbandonato della Posada del Sol, nell'Avenida Niños Heroes, dove a turno dovevano affrontare la prova dei 7 Morsi. In questa prova, i viaggiatori dovevano raccogliere sei tesserine che componevano un numero di telefono, insieme ad un cellulare nascosti in alcune teche buie in mezzo ai "sette morsi": dei topi, un pitone, un drago giocattolo e delle piume, degli spaghetti bianchi col pomodoro, un'iguana, un acquario con dei pesci rossi e la testa di Pinna o Roberto degli Antipodi. Una volta raccolte le tesserine ed il cellulare, i viaggiatori dovevano chiamare Costantino, il quale dava loro le indicazioni per il traguardo della prima fase della finale, Museo Soumaya, dove l'ultima coppia arrivata è stata eliminata dalla gara.

#### Missioni finali
- Prima missione: Le tre coppie finaliste, dovevano recarsi in autostop da Plaza Hidalgo all'Arena Arroyo Plaza de Toros, dove dentro l'arena a turno dovevano giocare alla pignatta disturbati da un piccolo toro che girava all'interno di quest'ultima, prendendo un bastone e spaccando tre scatole del colore a loro piacere attaccate ad un filo sospeso. All'interno delle tre scatole, erano contenuti tre bigliettini con i frammenti del luogo destinazione della missione successiva. I viaggiatori, dovevano comporre la sequenza dei bigliettini e raggiungere il luogo.
- Seconda missione: Le tre coppie finaliste, dovevano recarsi nel Mercado Municipal de San Juan, dove dovevano affrontare la prova dei "7 Mostri", in cui a turno i viaggiatori dovevano girare una ruota e mangiare una delle "comidas" contenute nello spicchio che gli è capitato. Le cibarie contenute nello spicchio erano: bruco del mezcal, cimici, lucertole avvolte nel prosciutto, scorpioni, uova di formica, cavallette e scarafaggi. I viaggiatori dovevano girare ognuno per tre volte, la ruota e mangiare contenuto dello spicchio, inoltre, se nel giro della ruota ad un componente della coppia capitava uno spicchio vuoto saltava un turno. Al termine della missione, le coppie ricevevano la busta con le indicazioni del traguardo intermedio di Plaza de las Tres Culturas dove la coppia che è arrivata ultima veniva eliminata.
- Terza missione: Le due coppie finaliste, dovevano ritornare in autostop nell'albergo abbandonato della Posada del Sol, dove bendati venivano portati in una stanza buia e lì dovevano recuperare una chiave che apriva una porta della stanza. Recuperata la chiave ed aperta la porta, i viaggiatori vedevano un video con tutto il meglio di quest'edizione e le indicazioni del traguardo finale della Piramide di Tula. Le coppie, uscite dall'albergo dopo aver avuto un breve passaggio con l'Autobonus di Pechino Express dovevano proseguire in autostop verso il Parco Archeologico di Tula, dove la coppia che è salita per prima sulla cima della Piramide di Tula vinceva la quinta edizione di Pechino Express.

## Ascolti
| Puntata    | Messa in onda     | Telespettatori | Share  |
| ---------- | ----------------- | -------------- | ------ |
| 1          | 12 settembre 2016 | 2 826 000      | 13,04% |
| 2          | 19 settembre 2016 | 2 401 000      | 10,80% |
| 3          | 26 settembre 2016 | 2 284 000      | 9,91%  |
| 4          | 3 ottobre 2016    | 2 140 000      | 8,90%  |
| 5          | 10 ottobre 2016   | 2 190 000      | 9,10%  |
| 6          | 17 ottobre 2016   | 1 872 000      | 8,00%  |
| 7          | 24 ottobre 2016   | 1 788 000      | 7,40%  |
| 8          | 31 ottobre 2016   | 1 495 000      | 6,96%  |
| Semifinale | 7 novembre 2016   | 1 812 000      | 7,62%  |
| Finale     | 14 novembre 2016  | 2 057 000      | 8,35%  |
| Media      | Media             | 2 086 500      | 9,00%  |